# Föderierte Identität
Eine föderierte Identität (englisch Federated Identity) ist eine „zusammengefasste“ Identität, die sich über mehrere Systeme erstreckt. Identitätsinformationen werden oft in verschiedenen Systemen gehalten und genutzt. Wenn Unternehmen A beispielsweise seine PCs immer bei Unternehmen B bestellt, dann sind die bestellenden Personen und deren Rollen in Unternehmen A definiert. In Unternehmen B ist aber festgelegt, welche Bestellungen von welcher Rolle ausgeführt werden dürfen. Für die Abwicklung des Bestellprozesses müssen Identitätsinformationen beider Unternehmen zusammengefasst werden. Die Informationen werden dazu meist mit Hilfe von SAML ausgetauscht.

## Vorteile
Der Vorteil des föderierten Ansatzes für das Identitätsmanagement in vernetzten Systemwelten wie dem Internet besteht darin, dass die eigentlichen Informationen stets dort verbleiben, wo sie sich gerade befinden. Statt riesige zentrale Datenbanken aufzubauen, sorgen föderierte Identitäten nur für einheitliche Datenstandards, aufgrund derer Informationen bei Bedarf geteilt werden können.

## Funktionsweise
Dazu schaffen die Teilnehmer „Circles of Trust“ (deutsch etwa „vertrauenswürdige Kreise“), die sich auf technische Standards sowie auf gemeinsame organisatorische Spielregeln einigen. Der Bürger, der mit entsprechenden Zugangsrechten ausgestattet ist (zum Beispiel mit einer digitalen Signatur), kann sich innerhalb dieses Vertrauenskreises bewegen, ohne sich jedes Mal neu anmelden und ausweisen zu müssen. Die Information darüber, was jemand darf und was nicht, ist weiterhin in den jeweiligen Systemen der einzelnen Kreismitglieder gespeichert. Das föderale System ist völlig transparent und überprüfbar und erfüllt die gesellschaftliche Forderung nach informationeller Selbstbestimmung.
In der Praxis bedeutet das, dass ein Benutzer, der von einer teilnehmenden und als vertrauenswürdig geltenden Stelle identifiziert worden ist, auf Inhalte und Dienstleistungen zugreifen kann, ohne sich jedes Mal neu ausweisen zu müssen. Da der Benutzer selbst gleichzeitig die Kontrolle darüber behält, welche Informationen über ihn von wem eingesehen werden dürfen, beziehungsweise welche Berechtigungen und Attribute zwischen den Beteiligten ausgetauscht werden, wird den Belangen des Datenschutzes sogar in noch höherem Maße Rechnung getragen, als dies sonst häufig heutzutage in vernetzten Systemen der Fall ist. Föderierte Identitäten tragen somit gleichzeitig zu mehr Offenheit und Sicherheit bei.

## Liberty Alliance, Kantara Initiative
Föderierte Identitäten war 2001 noch ein neues und von vielen als revolutionär empfundenes Konzept. Seitdem ist aber seine Implementierung schon recht weit gediehen. Federführend war dabei die sogenannte Liberty Alliance, ein Zusammenschluss von mittlerweile mehr als 150 wichtigen Unternehmen der IT und Telekommunikation auf der einen sowie internationalen, nationalen und transnationalen Organisationen auf der anderen Seite.
Die Nachfolgeorganisation von Liberty Alliance ist seit 2009 die Kantara Initiative, wo weitergehende Aspekte wie Trust Frameworks, Consent Receipts und Datenschutz behandelt werden.

## Implementierungen
Föderationen sind in unterschiedlichen Bereichen entstanden, wie Wissenschaft und Forschung, eIDs im öffentlichen Sektor eIDAS und im hochsicheren Bereich SAFE-BioPharma PKI Bridge.